# Dušan Kramlík
Dušan Kramlík (28. října 1951 – 1. září 1993) byl slovenský fotbalista, obránce.

## Fotbalová kariéra
V československé lize hrál za Spartak Trnava. Nastoupil ve 31 ligových utkáních a dal 6 ligových gólů. S Trnavou získal v roce 1973 mistrovský titul. V Poháru mistrů evropských zemí nastoupil ve 3 utkáních. Z Trnavy odešel do Spartaku Dubnica.

## Ligová bilance
| Ročník                                   | Zápasy | Góly | Klub           |
| ---------------------------------------- | ------ | ---- | -------------- |
| 1. československá fotbalová liga 1972/73 | 10     | 3    | Spartak Trnava |
| 1. československá fotbalová liga 1973/74 | 21     | 3    | Spartak Trnava |
| CELKEM                                   | 31     | 6    |                |